# جين هيفرنان
جين ماري هيفرنان عالمة رياضيات كندية. تركز أبحاثها على فهم انتشار واستمرار الأمراض المعدية. وهي أستاذة جامعية في جامعة يورك ورئيسة أبحاث من المستوى 2 في يورك في الأساليب الكمية متعددة المقاييس للسياسة الصحية القائمة على الأدلة. وهي مديرة مركز نمذجة الأمراض (CDM)، وهي عضو في مجلس إدارة الجمعية الكندية للرياضيات التطبيقية والصناعية (CAIMS).

## النشأة والمسار المهني
في شبابها، استمتعت هيفرنان بدراسة الرياضيات وقررت أن تعمل في مهنة مدرسة للرياضيات. حصلت على شهادتها الجامعية في الرياضيات وعلوم الكمبيوتر من جامعة ترينت قبل إكمال درجة الماجستير في جامعة كوينز.

## المسار المهني
انضمت هيفرنان إلى هيئة التدريس بجامعة يورك عام 2007.  كما تم تعيينها مديرة لمركز نمذجة الأمراض. 
في عام 2014، شاركت هيفرنان زميلها ديريك ويلسون الأستاذ في جامعة يورك في تأليف ورقة بعنوان «الموتى الأحياء: طاعون على البشرية أو أداة قوية جديدة للبحوث الوبائية.»  في عام 2015، تم تعيينها رئيسة أبحاث في جامعة يورك.  نتيجة لأبحاثها في مختبر نمذجة العدوى والمناعة، فازت أيضًا بجائزة CAIMS-PIMS للنجاحات المبكرة.  في العام التالي، منحتها جامعة يورك لقب كقائدة بحثية. 
في عام 2018، شاركت هيفرنان و كاتز و بول ريتفو في تحليل تطبيق هاتف لإدارة الألم الذي ادعى أنه يحدد ويتوقع التغييرات في تجارب الألم للمستخدمين. 

## جوائز
حصلت هيفرنان على جوائزعديدة منها: الميدالية الذهبية للحاكم العام، زمالة NSERC لما بعد الدكتوراه (وارويك، المملكة المتحدة) .

## وصلات خارجية
https://scholar.google.com/citations?user=st35hykAAAAJ